# وودروف (یوتا)
وودروف (به انگلیسی: Woodruff) شهری در ایالت یوتا کشور ایالات متحده آمریکا است که جمعیت آن در سرشماری سال ۲۰۱۰ میلادی، ۱۸۰ نفر بوده‌است.